# エーメ+ヴァン・スウェーデン
エーメ+ヴァン・スウェーデン (Wolfgang Oehme and James van Sweden) は、ワシントンD.C.を拠点に活躍した、ヴォルフガング・エーメとジェームズ・ヴァン・スウェーデンのランドスケープアーキテクトグループ。
主に米国東部で、公園、公共や邸宅の庭園、大学キャンパス、記念碑、民間ビルのエントランスなどのデザインを主にしてきたが、花卉園芸用の草花を積極的に活用し、新たなアメリカの庭のスタイルを確立。世界的に知られるようになる。
エーメとヴァン・スウェーデン両者は既に他界しており、二人が創設した設計事務所は、現在でもランドスケープデザインや都市デザインの設計事務所エーメ+ヴァン・スウェーデン & アソシエイツ (OVS) として存続し活動している。
二人が関わった有名なプロジェクトはワシントンD.C.にある第二次世界大戦記念碑、マーティン・ルーサー・キング・ジュニア記念友好庭園、アメリカ国立樹木園ビジターセンター・ガーデン
などの他、ノースポイントパーク（マサチューセッツ州ケンブリッジ）、在アフガニスタン・カブール米国大使館庭園、在英アメリカ博物館（イギリス・バース・クレバートンマナー）などがある。
デザイン手法上の役割分担は通常バン・スウェーデンがサイトプランニングを行い、エーメが植栽デザインであったという。

## 人物の来歴
ヴォルフガング・エーメは、ドイツ・ケムニッツ（当時はカール＝マルクス＝シュタット）生まれ。その後ビターフェルトに移りそこで育った。ビターフェルト園芸学校に進学し、1950年に修了し、ベルリン大学で造園を学んだ。1954年に同大学を卒業し学位を取得。その後造園家ハンス・ヨアヒムバウアーに出会いビター公園の墓地部門に所属し、ヨアヒムバウアーから指導を受けた。
1957年に米国に移住。ボルティモアで同地のブルース・ベーチェルのもとで働いた後、ボルティモア郡公園課に勤務。その一方で個人で庭園の作庭を幾つか引き受けていた。1977年、ヴァン・スウェーデンをパートナーとして事務所設立。ランドスケープアーキテクト・アメリカ協会特別会員 (FASLA)。マグデブルクの公園設計など、1990年以降は故郷ドイツでの仕事も増加したという。ペンシルバニア大学やジョージア大学で非常勤の講師も務めた。2011年に死去。
ジェームズ・アンソニー・ヴァン・スウェーデンは1935年2月にミシガン州グランドラピッズの大規模なオランダのコミュニティで生まれ育った。父親は建設業を営んでいた。
イリノイ州のウィートンカレッジからミシガン大学の建築学科に進学し、1957年に卒業、学位を取得。その後ミシガン大学大学院はランドスケープのクラスに進学、ウィリアム・ジョンソンに師事する。同大学院終了後の1960年オランダのデルフト工科大学大学院に進学し当地の造園を学ぶ。大学院修了後アルステルダムで都市計画の仕事に従事。1964年に米国に戻り、ワシントンでマルコー・オリアリー・アンド・アソシエイツのパートナーとなり、都市デザイナーとして13年を過ごした後、エーメとパートナーシップを組む。2005年に死去。
エーメは豊富な経験から、広範なランドスケープや土地そのものに直接植物を融合させていくという作風が特徴としてみられる。多年草や芝草を多用する手法は、四季折々の変化がみられると同時に、手入れが簡単で維持しやすい特徴を持つ。ヴァン・スウェーデンは建築、都市計画、ランドスケープという幅広い研磨を反映した作風を特徴としている。実績も非常に広範。

## 賞と栄誉
1987年に多年草協会普及賞、マサチューセッツ園芸協会のトーマス・ローランド金賞を受賞。1992年にアメリカ園芸協会のランドスケープデザイン賞を受賞している。

## 作品
彼らの作品は、根拠地ワシントンD.C.から、ミネアポリス、シカゴ、ウェストバージニア州方面に拡張していった。

### 代表作
- ニューヨーク植物園つつじ園
- シカゴ植物園グレートベースの園（イリノイ州グレンコー）
- ランドール・スクール（ワシントンD.C.）
- モンローストリートマーケット（ワシントンD.C.）
- バッテリーパーク・シティ（ニューヨーク）
- ハドソン・リバー・パーク（ニューヨーク）
- パーシング・パーク（ワシントンD.C.）
- ニューヨーク植物園（ニューヨーク州ブロンクス）
- ローゼンバーグ・ガーデン（ニューヨーク州ロングアイランド）
- ペンシルバニア通りのランドスケープ（ワシントンD.C.）
- バージニア大学図書館前広場（バージニア州シャーロッツビル）
- 連邦準備委員会庁舎バージニア通り公園（ワシントンD.C.）
- 独米友好ガーデン（ワシントンD.C.）
- インターナショナル・センター公園（ワシントンD.C.）
- 国立動物公園オルムステッド遊歩道（ワシントンD.C.）
- ウルフェルダー・ガーデン（ヴァージニア）
- パラダイス・マナー・アパートメンツ（ワシントンD.C.）
- ローゼンバーグ・テラス（ニューヨーク）
- ワシントン・ナショナル空港駐車場（ワシントンD.C.）
- マーシュ・エステート・ガーデン（イーストコート）
- ダンシング岬のランドスケープ（バージニア州ウィリアムズバーグ）
- チャールズ・リバー/リビア・ランディング・パーク（ボストン）
- 国立教育研修センター（ウエストヴァージニア州シェパーズタウン）
- ダイアモンド・ガーデン（ニューヨーク）
- ロック・リム・ポンズのランドスケープ（ニューヨーク州バウンド・リッジ）
- フランシス・スコット・キー・パーク（ワシントンD.C.）

### 大型住宅庭園作品
自邸
- エーメ・ガーデン（メリーランド）
- ヴァン・スウェーデン・ガーデン（ワシントンD.C.）

その他
- ロビンソン・ガーデン（バージニア州）
- トリンカ・ガーデン（コネチカット）
- モリスタウンの住宅（ニュージャージー州モリスタウン）
- ネフ・ガーデン（ワシントンD.C.）
- ウッドワード・ガーデン（ワシントンD.C.ジョージタウン）
- グワルトニー・ガーデン（メリーランド）
- ヴォルマー・ガーデン（メリーランド）
- シュナイダーマン・ガーデン（ワシントンD.C.）
- オファット・ガーデン（メリーランド）
- ショッキー・ガーデン（ヴァージニア）
- フェルドマン・ガーデン（マサチューセッツ州マーザス・ウィンヤート島）
- ヘスター・ガーデン（ヴァージニア）
- リトルフィールド・ガーデン（メリーランド）